# Ronald McNair
Ronald Erwin McNair (Lake City, 21 ottobre 1950 – Cape Canaveral, 28 gennaio 1986) è stato un astronauta statunitense, vittima del disastro dello Space Shuttle Challenger.

## Biografia
(Ronald Reagan)
Nacque a Lake City da Carl C. McNair, un autoriparatore, e sua moglie Pearl, insegnante. Visse l'infanzia insieme ai genitori e ai suoi due fratelli (Carl S. ed Eric), dimorando in alloggi molto umili (il primo di questi era addirittura privo di acqua corrente ed elettricità).
Dimostratosi fin da piccolo intelligente e curioso, nell'estate del 1959 si rifiutò uscire da una biblioteca pubblica, interdetta agli afro-americani per le leggi segregazioniste in vigore in quegli anni. La bibliotecaria in servizio chiamò la polizia e sua madre. Tuttavia gli fu concesso di prendere in prestito i libri che stava consultando. Successivamente quella stessa biblioteca gli è stata intitolata.
McNair conseguì il bachelor in fisica alla A&T State University della North Carolina nel 1971 e il dottorato di ricerca al Massachusetts Institute of Technology nel 1977. Gli vennero conferiti dottorati onorari nel 1978, nel 1980 e nel 1984. Era cintura nera di 5° dan di karate, disciplina nella quale era istruttore e vinse cinque campionati regionali. Tra gli studi compiuti nel campo della fisica, McNair condusse ricerca sui fondamenti scientifici delle arti marziali.
Dopo essersi laureato al MIT lavorò agli Hughes Research Laboratories a Malibù, in California. Durante gli anni settanta l'attrice Nichelle Nichols, famosa al grande pubblico per il suo ruolo in Star Trek: La serie classica, venne assunta dalla NASA per reclutare candidati per il programma spaziale. McNair venne scelto, selezionato per il programma nel 1978 ed infine nel febbraio 1984 per la missione STS-51-L dello Space Shuttle Challenger.
McNair era un sassofonista; prima della missione lavorò con il compositore Jean-Michel Jarre su un brano dal nome Rendez-vous VI, dall'album Rendez-Vous. Aveva il desiderio di registrare il suo assolo di sassofono a bordo del Challenger, rendendolo così il primo brano musicale eseguito nello spazio. Dopo l'incidente, di cui egli fu una delle vittime, il corpo venne recuperato e sepolto nell'International Forest of Friendship Memorial di Atchison, Kansas.

## Riconoscimenti

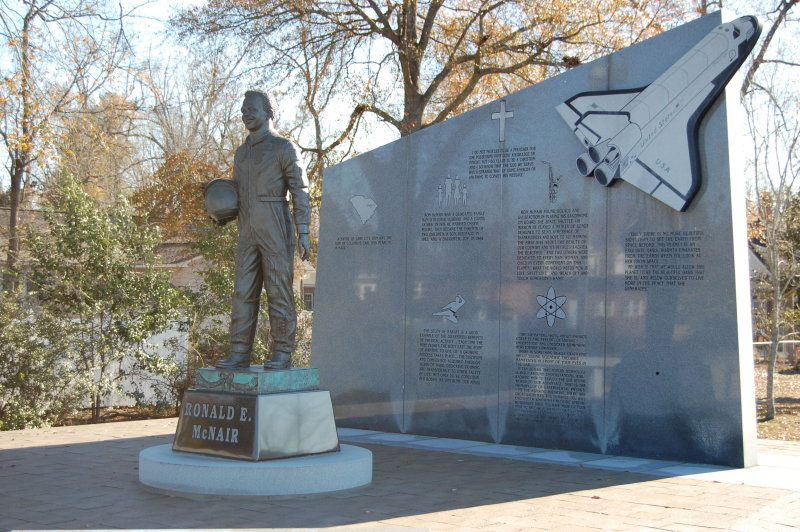
Memoriale Dr. Ronald E. McNair nella sua città natale di Lake City, Carolina del Sud

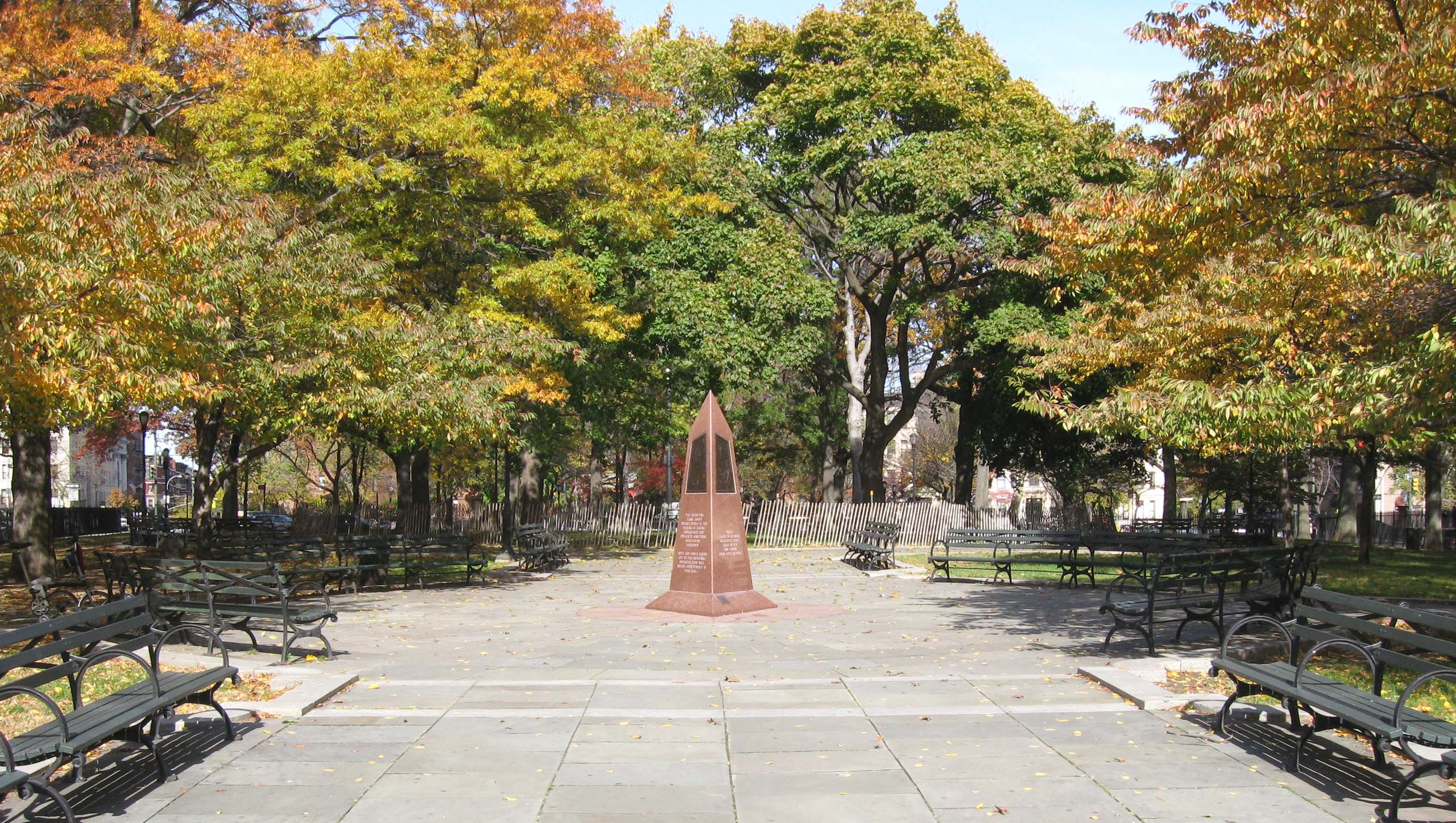
Parco "Ronald McNair" a Brooklyn, New York

Molti luoghi sono stati rinominati in onore di McNair, tra cui il cratere McNair sulla Luna.